# 7 Gefangene
7 Gefangene (Originaltitel 7 Prisioneiros, internationaler englischsprachiger Titel 7 Prisoners) ist ein Filmdrama von Alexandre Moratto, das im September 2021 bei den Internationalen Festspielen von Venedig seine Premiere feierte und im November 2021 in das Programm von Netflix aufgenommen wurde. Man kann den Film als Adaption von Bertolt Brechts „Lied vom Elefanten“ aus dem Drama „Der gute Mensch von Sezuan“ interpretieren.

## Handlung
Um seiner Familie ein besseres Leben auf dem Land zu ermöglichen, nimmt der 18-jährige Mateus auf Geheiß seines Chefs Luca einen Job auf einem Schrottplatz in São Paulo an. Schnell erkennt er, dass er und seine Kollegen dort in einer Art moderner Sklaverei arbeiten. Während einige von ihnen versuchen zu entkommen, beginnt Mateus den Chef zu beeindrucken und wird dessen rechte Hand.

## Produktion
Regie führte Alexandre Moratto, der gemeinsam mit Thayná Mantesso auch das Drehbuch schrieb. Es handelt sich um Morattos zweiten Spielfilm nach seinem hochgelobten Debüt  Socrates, bei dem er ebenfalls mit Mantesso das Drehbuch schrieb.
Christian Malheiros, der in Socrates in der Titelrolle zu sehen war, spielt Mateus. Rodrigo Santoro spielt seinen neuen Chef Luca, der ihn auf den Schrottplatz schuften lässt.
Die deutsche Synchronisation entstand nach einem Dialogbuch von Verena Ludwig und der Dialogregie von Iris Artajo im Auftrag der Iyuno-SDI Group Germany GmbH in Berlin. Florian Hoffmann	leiht in der deutschen Fassung Santoro in der Rolle von Luca seine Stimme.
Gedreht wurde in São Paulo, dem Handlungsort des Films, wo auch Morattos Socrates spielte. Als Kameramann fungierte, ebenfalls wie bei Socrates, João Gabriel de Queiroz.
Die Premiere erfolgte am 6. September 2021 bei den Internationalen Festspielen von Venedig. Ebenfalls im September 2021 wurde er beim Toronto International Film Festival vorgestellt. Am 11. November 2021 wurde der Film in das Programm von Netflix aufgenommen.

## Rezeption

### Altersfreigabe
In den USA erhielt der Film von der MPAA ein R-Rating, was einer Freigabe ab 17 Jahren entspricht.

### Kritiken
Von den bei Rotten Tomatoes aufgeführten Kritiken sind bislang 98 Prozent positiv bei einer durchschnittlichen Bewertung mit 7,5 von 10 möglichen Punkten. Auf Metacritic erhielt der Film einen Metascore von 80 von 100 möglichen Punkten.

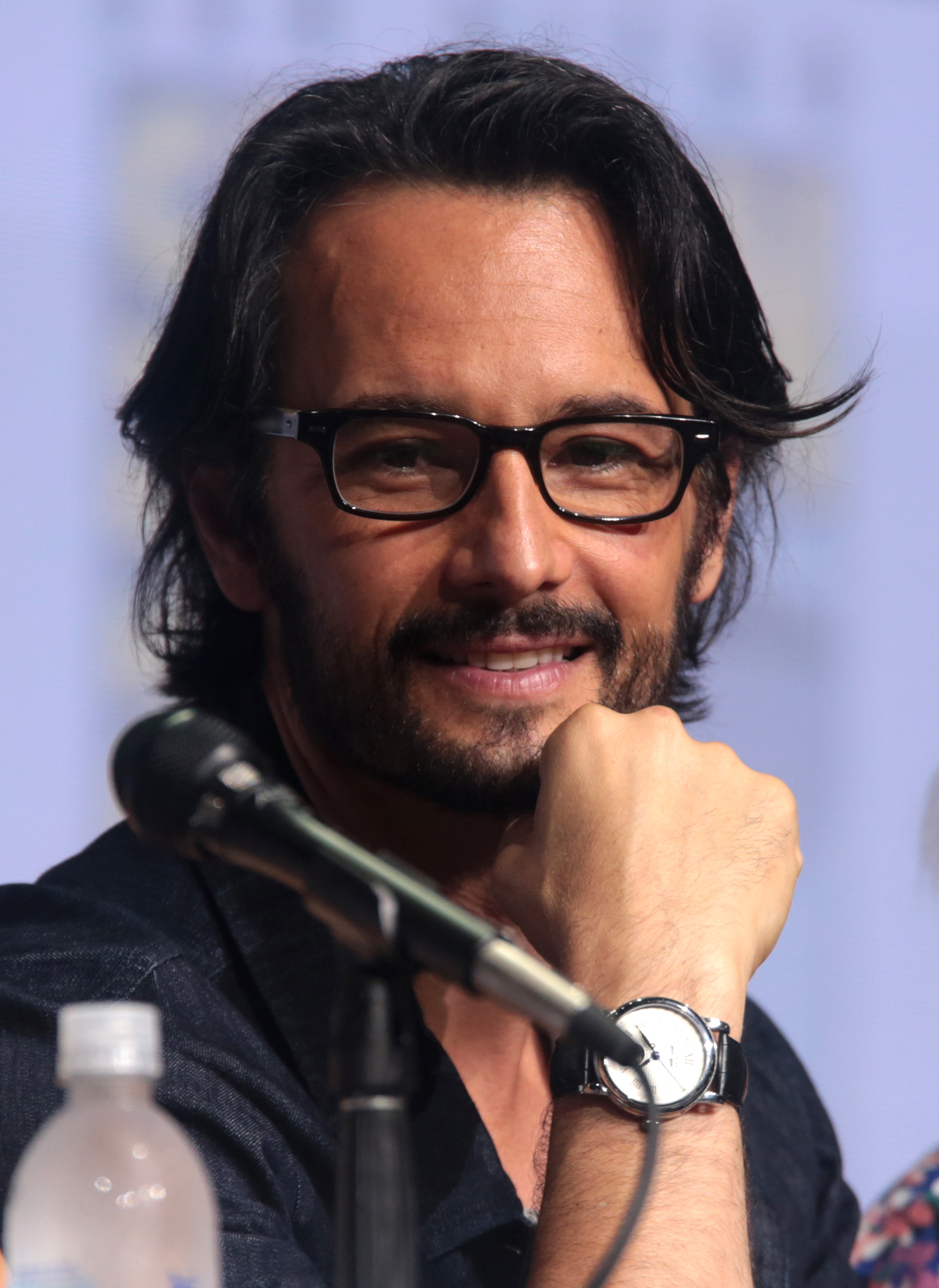
Rodrigo Santoro spielt Luca

Carlos Aguilar von The Wrap schreibt, 7 Prisoners sei thematisch dicht geschrieben, und bis zur Schlusseinstellung sei das Drehbuch gespickt mit Momenten einer gewissen Leichtigkeit. Dennoch bleibe der Film bei der bedrückenden Wahrheit, dass es für Menschen, die als verzichtbar gelten, oft nur den Ausweg gibt, auf den Rücken der noch Schwächeren zu klettern oder Teil der bösartigen Maschinerie
des ungebremsten Kapitalismus zu werden. Je mehr Mateus die Leiter zu einer gewissen Unabhängigkeit erklimmt und seine Kameraden zurücklässt, desto mehr stimme sein Weg mit dem von Luca überein. Zwischen den beiden könne keine echte Freundschaft entstehen, aber ein Stockholm-Syndrom-ähnliches Verhältnis. Aber zu diesem Zeitpunkt habe der Heranwachsende skrupellose Handlungen miterlebt und sich unfreiwillig an skrupellosen Handlungen beteiligt, die mehr als nur seine ehemaligen Altersgenossen betreffen. Und gerade als es so aussieht, als ob Luca auf einen eindimensionalen Bösewicht reduziert werden könnte, lenke Alexandre Moratto unseren Blick auf dieses erschreckende Bild der zyklischen und ewigen Natur des monströsen Missbrauchs, den diese verletzlichen jungen Männer erleiden. In dieser Pyramide des Schreckens gebe es Machtstufen, und Luca sei nur eine Etage höher als sie, wo er seinen Herren diene. So gelinge Moratto ein bedeutsamer, sozialrealistischer Film für unsere Zeit.
Das Lexikon des internationalen Films urteilte: „Ein eingangs spannender, später in seinem Versuch, korrupte Ausbeutungsstrukturen in der brasilianischen Gesellschaft sichtbar zu machen, arg didaktischer Film, thematisch vielversprechend, aber formal etwas mutlos. Vor allem kurze Einzelsequenzen, in denen originelle (visuelle) Ideen das sozialkritische Thema unterfüttern, bleiben in Erinnerung.“

### Auszeichnungen
Internationale Filmfestspiele von Venedig 2021
- Auszeichnung als Bester fremdsprachiger Film mit dem Sorriso Diverso Venezia Award (Alexandre Moratto)
- Nominierung für den Publikumspreis in der Sektion Orizzonti Extra (Alexandre Moratto)

Platino Awards for Ibero-American Film 2022
- Auszeichnung für den Besten Filmschnitt (Germano de Oliveira)[12]